# Agropsar
Genre
Synonymes
- Sturnia Lesson, 1837[2]
- Sturnornis Legge, 1879[2]

Agropsar est un genre de passereaux de la famille des Sturnidés. Il se trouve à l'état naturel dans l'Est de l'Asie, et au Yemen, plus rarement en Océanie, et en Europe.

## Liste des espèces
Selon la classification de référence du Congrès ornithologique international (version 8.1, 2018) :
- Agropsar philippensis (Forster, JR, 1781) — Étourneau à joues marron, Étourneau des Philippines, Martin des Philippines
- Agropsar sturninus (Pallas, 1776) — Étourneau de Daourie, Martin à dos pourpré, Martin dominicain